# Villa Spada

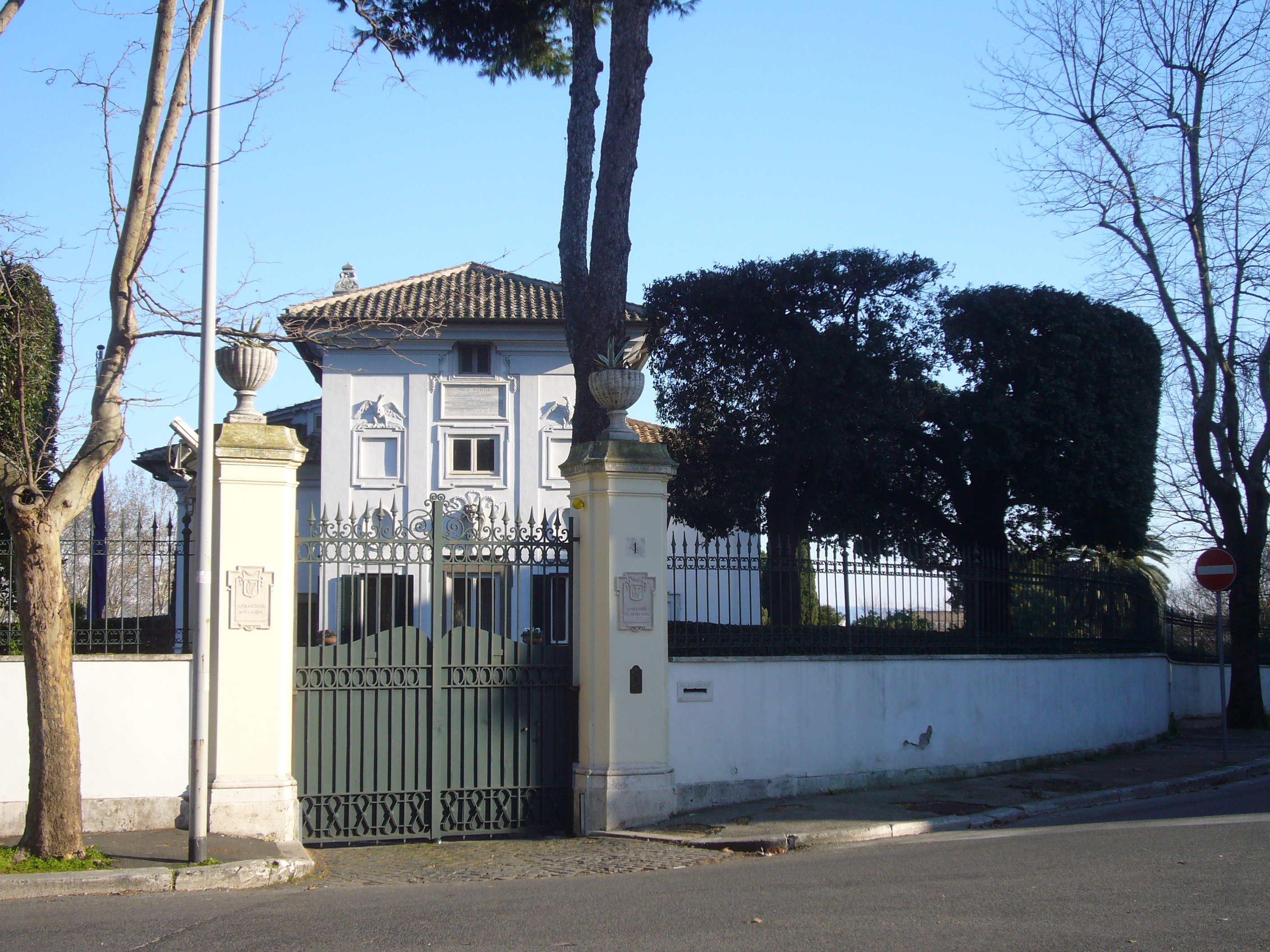
Vista da Villa Spada a partir da Via Giacomo Medici.

Villa Spada al Gianicolo, chamada também de Villa Nobili Spada, é uma villa localizada na Via Giacomo Medici, no rione Trastevere de Roma, no alto do monte Janículo.

## História
Esta villa foi construída em 1639 pelo arquiteto Francesco Baratta por encomenda de Vincenzo Nobili. O nome Villa Spada apareceu pela primeira vez no Mapa de Nolli, de 1748, no qual se observa que a propriedade era atravessada longitudinalmente por duas vielas retilíneas e já está presente o palacete do príncipe Giuseppe Spada Varalli. Em 1849, o edifício foi transformado no quartel-general de Giuseppe Garibaldi durante a revolta de 1849 depois que o quartel anterior, na Villa Savorelli, foi demolido pelos canhões franceses. A villa era protegida pelo batalhão dos Bersaglieri Lombardi, comandado pelo coronel Luciano Manara, de apenas 24 anos de idade, herói dos Cinco Dias de Milão e depois chefe do estado-maior de Garibaldi. Na noite entre 29 e 30 de junho, os franceses iniciaram o ataque decisivo ao local: desta vez foi a Villa Spada a ser demolida pelo bombardeio. Os franceses foram inicialmente repelidos por um contra-ataque comandado por Manara e Garibaldi, mas retornaram com força e conseguiram sobrepujar os defensores. A villa foi devastada pelos canhões e transpassada pelo fogo dos fuzis da infantaria. Manara foi assassinado por um tiro de carabina, mas ainda assim seus bersaglieri continuaram a resistir. No mesmo dia, a Assembleia da fugaz República Romana determinou a entrega das armas da resistência.
A villa foi reconstruída segundo os desenhos originais por volta de 1900, obra de Arturo Pazzi: a fachada, de cor clara em contraste com a decoração em amarelo-pedra, é precedida por uma escadaria em arco com degraus nas duas pontas e uma pequena fonte em formato de concha no centro. Ela leva à entrada principal, uma porta com cornija encimada por um brasão flanqueada, na parte inferior da fachada, por duas janelas com cornijas ovais logo acima e, na parte superior, por duas cornijas quadradas sobre as quais estão pousadas duas águias. No ático, entre duas pequenas janelas, está uma pequena inscrição latina que diz o seguinte: "Villa Nobili. Saiba, viajante, que aqui onde se vê a casa construída por Vincenzo Nobili para recreio da alma entre as belezas da natureza, césar Augusto construiu um emissário de água com o seu nome, originário no Lago Alsietino, a quatorze milhas de Roma e atravessando a região do Trastevere. É tudo. Seja feliz e adeus. Ano 1639"; a referência é a alguns arcos do aqueduto Água Alsietina (hoje perdidos) que levava água para uma naumaquia no Trastevere:
| “ | Produzi uma batalha naval como espetáculo para o povo num local do outro lado do Tibre atualmente ocupado pelo Bosque dos Césares, onde um local com 1 800 pés de comprimento por 1 200 de largura foi escavado. Ali, trinta trirremes ou birremes com aríetes e muitos outros navios menores se juntaram numa batalha. Cerca de 3 000 homens além dos remadores lutaram nestas frotas. | ” |
|   | — Res Gestae Divi Augusti. |   |

Em 1939, uma nova reforma foi conduzida por Tullio Rossi e, em 1946, a villa foi adquirida pelo governo da República da Irlanda para servir como sede da embaixada à Santa Sé.